# Jujubinus striatus
Jujubinus striatus är en snäckart som först beskrevs av Carl von Linné 1758.  Jujubinus striatus ingår i släktet Jujubinus och familjen pärlemorsnäckor. Inga underarter finns listade i Catalogue of Life.

## Bildgalleri

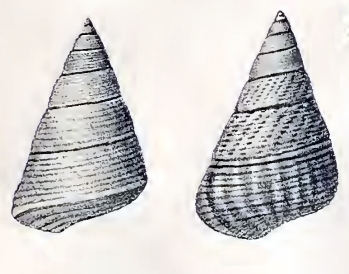
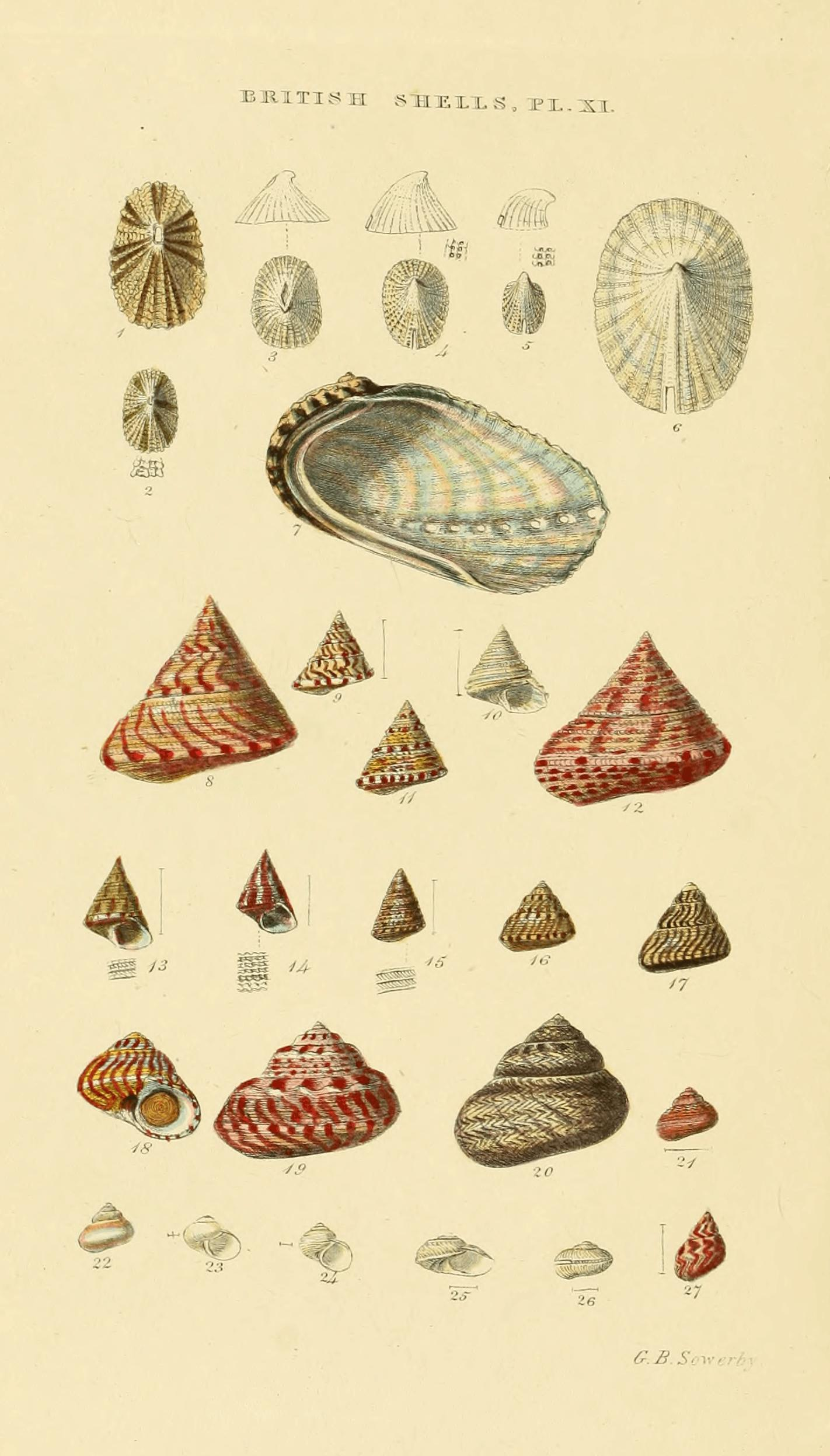
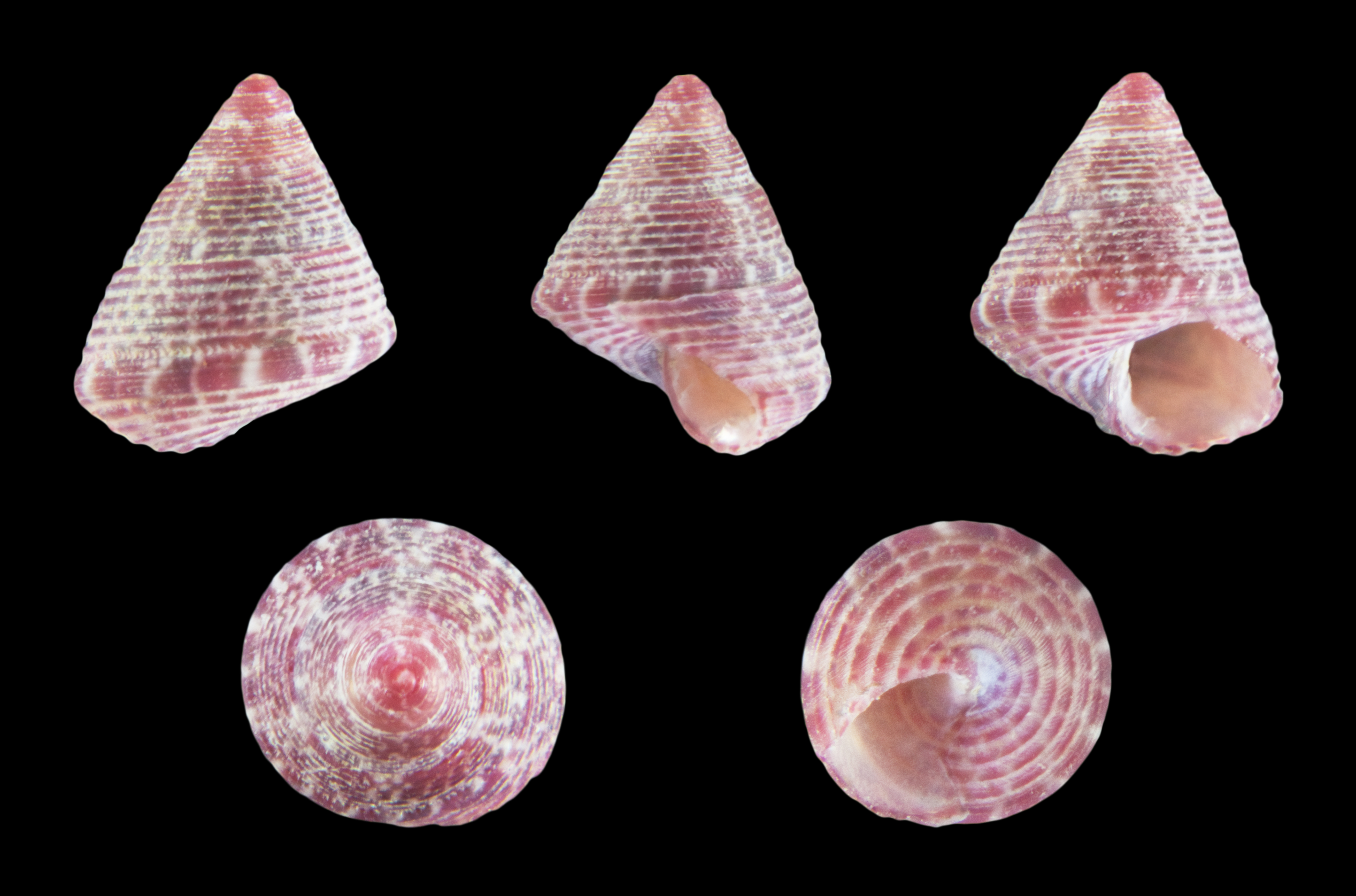
Jujubinus striatus depictus Deshayes, 1833
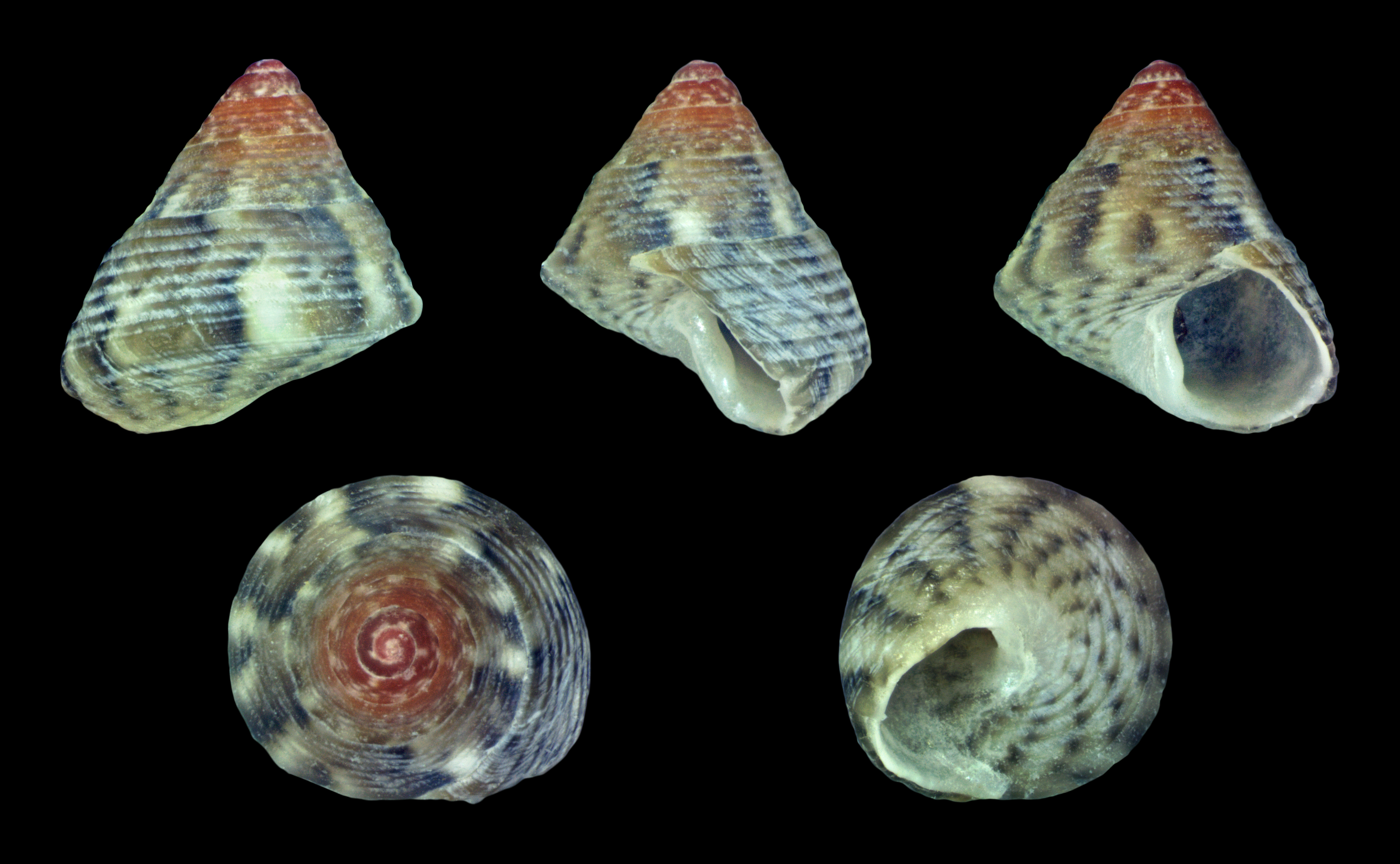
Jujubinus striatus smaragdinus (Dautzenberg, 1833)